# 约阿希姆·莱默尔森

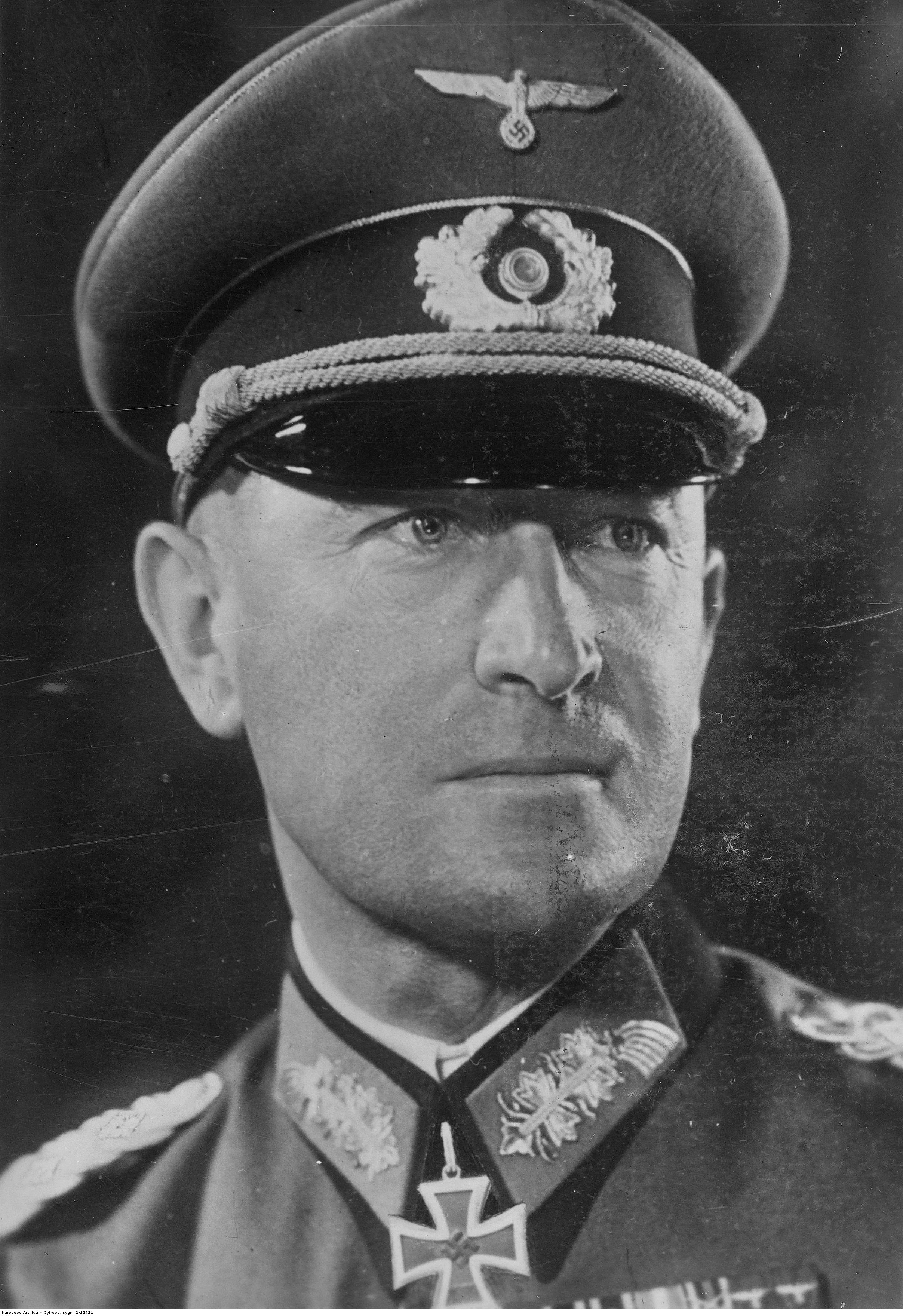
约阿希姆·莱默尔森

约阿希姆·莱默尔森（德語：Joachim Lemelsen，1888年9月28日-1954年3月30日）是二战期间的德国将領。
1938-40年，他擔任第29步兵師師長。
在入侵法國期間，他率領第5裝甲師作為第1裝甲軍團的一部分執行了曼施坦因計劃，擔任先頭部隊從色當直插敦克爾克。在1941年入侵苏联的巴巴罗萨行动期间，他指挥的第47摩托化军的部队执行了犯罪性的政委命令，这促使勒梅尔森抱怨道：“很快俄罗斯人就会听到无数尸体躺在其路线上的消息。结果就是敌人将躲在树林和田野中继续战斗——我们将失去无数的战友。”
1944年中，他被授予第1軍團司令一職，駐守在法國防止盟軍的登陸。1944年末，他被轉調至義大利擔任第14軍團司令。他擔任此職直到戰爭結束。

### 引用
1. ↑  Mitcham 2007，第67–68頁.
2. ↑  Hastings 2011，第146頁.

### 文獻
- Hastings, Max. . New York: Alfred A. Knopf. 2011. ISBN 978-0-307-27359-8.
- Mitcham, Samuel W. . Mechanicsburg, PA, United States: Stackpole Books. 2007. ISBN 978-0-8117-3353-3.
- Patzwall, Klaus D.; Scherzer, Veit.  [The German Cross 1941 – 1945 History and Recipients Volume 2]. Norderstedt, Germany: Verlag Klaus D. Patzwall. 2001. ISBN 978-3-931533-45-8 （German）.
- Scherzer, Veit.  [The Knight's Cross Bearers 1939–1945]. Jena, Germany: Scherzers Militaer-Verlag. 2007. ISBN 978-3-938845-17-2 （German）.
- Thomas, Franz.  [The Oak Leaves Bearers 1939–1945 Volume 2: L–Z]. Osnabrück, Germany: Biblio-Verlag. 1998. ISBN 978-3-7648-2300-9 （German）.

| 军职                                   | 军职                                         | 军职                                       |
| -------------------------------------- | -------------------------------------------- | ------------------------------------------ |
| 前任： 马克斯·冯·哈特利布-沃尔斯彭中将 | 第5装甲师师长 1940年5月29日 - 1940年11月25日 | 繼任： 古斯塔夫·费恩装甲兵上将             |
| 前任： 约翰内斯·布拉斯科维茨大将       | 第1集团军司令 1944年5月3日 - 1944年6月3日    | 繼任： 库尔特·冯·德·谢瓦莱里步兵上将       |
| 前任： 艾伯哈德·冯·马肯森大将          | 第14集团军司令 1944年6月5日 - 1944年10月15日 | 繼任： 弗里多林·馮·森格爾·埃特林装甲兵上将 |
| 前任： 库尔特·冯·蒂佩尔斯基希步兵上将  | 第14集团军司令 1945年2月22日 - 1945年5月2日  | 繼任： 无                                  |